# Dama (igra)
Dama je miselna igra na plošči (šahovnici) med dvema igralcema. Figure se gibljejo diagonalno, jemanje nasprotnikove figure pa je obvezno. Angleški naziv za igro je draughts, ameriški pa checkers.
Dama se igra v mnogih različicah, najbolj razširjeni sta mednarodna dama ali poljska dama na plošči velikosti 10×10 ter angleška dama (ali ameriška dama) na plošči 8×8, poleg njiju pa še množica manj znanih različic. Kljub razširjenosti igre je v zgodovini množica različnih pravil igri onemogočila, da bi res postala mednarodno primerljiva, kot recimo šah. Šele mednarodna dama je omogočila mednarodna tekmovanja in tudi uradna svetovna prvenstva.  Najmočnejši računalniški program za igranje dame, Chinook, je že od leta 1994 močnejši od najboljšega človeškega igralca, vendar igra še vedno ni rešena. 

## Zgodovina
Prvotna oblika te igre naj bi se igrala že okoli leta 3000 pr. n. št. v Iraku. V Egiptu je obstajala podobna igra alquerque na plošči velikosti 5×5. Okrog leta 1000 so v Franciji uporabili šahovsko desko 8×8, vsak igralec pa je imel 12 figur. Uvedli so tudi pravilo preskakovanja nasprotnikovih figur. Priseljenci so kasneje igro prinesli v Ameriko. 

## Splošna pravila
Igro igrata dva igralca, ki igrata na plošči (v bistvu šahovnica) s polji, ki so obarvana črno-belo (tudi črno-rdeče). Ploščo postavimo tako, da je spodnje levo polje črno. Vsak igralec ima 12 figur (število je pravzaprav odvisno od različice), eden bele, drugi črne. Igro začne beli. Igralca vlečeta poteze izmenično. Figure so navadno valjaste oblike. Začetni položaj je na črnih poljih v prvih treh vrstah (glej sliko). Figure se pomikajo samo diagonalno, vedno po črnih poljih. Običajna figura (ki še ni promovirala v damo) vleče samo naprej. Poteza brez jemanja je poteza naprej na sosednje prosto polje. Če je na sosednjem polju nasprotnikova figura, diagonalno za njo pa prosto polje, vzamemo nasprotnikovo figuro s skokom čez njo, figuro pa odstranimo z deske. Jemanje (če je seveda možno) je obvezno. Igralec mora v eni potezi, vzeti več figur zapored. Cilj igre je vzeti (pojesti) čim več nasprotnikovih figur ali pa blokirati nasprotnika. Figura, ki pride do nasprotnikove zadnje vrste, s promocijo postane »dama« (uporabljen je tudi naziv »kralj«), običajno na figuro položimo še eno, s tem se loči od navadnih figur. Dama se lahko premika naprej in nazaj, pri tem lahko preskakuje poljubno število praznih polj. Zmaga igralec, ki vzame vse nasprotnikove figure ali pa jih blokira tako, da nasprotnik ne more napraviti nobene poteze, igra pa se lahko konča tudi z remijem.

## Različice pravil

### Mednarodna dama
Deska je velikosti 10×10, vsak igralec ima 20 figur, postavljenih na temnejša polja, ki so razporejene v prve štiri vrste. Običajna figura se giblje samo naprej po diagonali, jemlje pa naprej in nazaj prav tako po diagonali. Če obstaja več možnosti jemanja, MORA jemati tako, da vzame (preskoči) največ nasprotnikovih figur - PRAVILO VEČINE. Če pride navadna figura na zadnjo vrsto s skokom (jemanjem) in ima  možnost jemanja še naprej, se ne promovira v kraljico, ampak ostane navadna figura. Ko pa navadna figura ostane na zadnji vrsti (kraljičina vrsta ali kraljičina polja) se spremeni v kraljico. Kraljico se označi tako, da se na figuro, ki je prispela na zadnjo vrsto položi še eno ploščico (figuro), ki je bila že prej odstranjena z deske. Kraljica se giblje prav tako po diagonali naprej in nazaj ne glede na razdaljo - kot črni lovec pri šahu. Kraljica je tudi lahko vzeta z navadno figuro.

### Angleška dama
Deska je velikosti 8×8, vsak igralec ima 12 figur, igro začne črni. Običajna figura jemlje samo naprej. Če obstaja več različnih možnosti jemanja, lahko izberemo katerokoli izmed njih (torej ni potrebno vzeti največ nasprotnikovih figur).

### Brazilska dama
Pravila so enaka kot za mednarodno damo, le da je deska velikosti 8×8.

### Kanadska dama
Pravila so enaka kot za mednarodno damo, le da je deska velikosti 12×12, vsak igralec ima 30 figur.

### Španska dama
Pravila so enaka kot za brazilsko damo, le da običajna figura jemlje samo naprej. Če obstaja več različnih možnosti jemanja, moramo obvezo izvesti tisto, s katero vzamemo največ nasprotnikovih figur. Če imamo še vedno navoljo več možnosti, moramo obvezo izvesti tisto, s katero vzamemo največ nasprotnikovih dam.

### Ruska dama
Pravila so enaka kot za brazilsko damo, le če pride običajna figura na zadnjo vrsto s skokom (jemanjem) in ima še možnost jemanja, promovira v damo.

### Samomorilska dama
Imenuje se tudi žeri dama (podobno kot žeri šah).  Pravila so ravno obrnjena: igro dobi igralec, ki izgubi vse figure ali pa so blokirane.